# Cizkrajov
Cizkrajov (en allemand : Sitzgras) est une commune du district de Jindřichův Hradec, dans la région de Bohême-du-Sud, en République tchèque. Sa population s'élevait à 513 habitants en 2020.

## Géographie
Cizkrajov se trouve à 7 km au sud-ouest de Dačice, se trouve à 31 km à l'est-sud-est de Jindřichův Hradec, à 67 km l'est de České Budějovice et à 136 km au sud-est de Prague.
La commune est limitée par Peč au nord, par Staré Hobzí à l'est, par Písečné au sud, et par Slavonice et Český Rudolec à l'ouest.

## Histoire
La première mention écrite du village date de 1301.

## Administration
La commune se compose de quatre quartiers :
- Cizkrajov
- Dolní Bolíkov
- Holešice
- Mutná